# Port lotniczy Mueda
Port lotniczy Mueda (port. Aeroporto Mueda, IATA: MUD, ICAO: FQMD) – port lotniczy zlokalizowany w Mueda, w Mozambiku.